# Belize Korallzátony Természetvédelmi Terület
A Belize Korallzátony Természetvédelmi Terület korallzátony-sorozat, amely Belize partjainál húzódik az ország határain belül. A Belize Korallzátony a közép-amerikai korallzátony-rendszer része.
Ez az egybefüggő zátonyrendszer a Yucatán-félsziget északkeleti csücskén fekvő Cancúntól a Maya folyón keresztül egészen Hondurasig húzódik, így a második legnagyobb korallzátony-rendszer az ausztrál Nagy-korallzátony után, és népszerű a könnyűbúvárok körében. Belize leglátogatottabb idegenforgalmi úticélja, ahova az országba érkező 260 000 turista mintegy fele érkezik, valamint az ország halászata szempontjából is nagyon fontos hely.
Charles Darwin 1842-ben „Nyugat-India legfigyelemreméltóbb korallzátonya” néven írt róla.

## Az itt élő állatfajok
A Belize Korallzátony rendkívül gazdag növény- és állatvilág otthona, a világ egyik legváltozatosabb ökoszisztémája, itt él:
- 70 kőkorall faj
- 36 lágykorall faj
- 500 halfaj
- több száz gerinctelen faj

Mivel a zátony 90%-a még kutatásra vár, becslések szerint eddig csupán az itteni fajok 10%-át fedezték föl.

## Természetvédelem
A korallzátony jelentős része a Belize Korallzátony Természetvédelmi Terület védelme alatt áll, melynek része 7 tengeri rezervátum, 450 homokpad, valamint 3 atoll. Teljes területe  960 km², ide tartoznak:
- Glover Zátony Tengeri Rezervátum
- Nagy Kék Lyuk
- Félhold Homokpad Természeti Képződmény
- Hol Chan Tengeri Rezervátum
- Homokpadok: Ámbra-zátony, Caye Caulker, Caye Chapel, St. George's Caye, Angol zátony, Randevú-zátony, Gladden Caye, Ranguana Caye, Hosszú zátony, Maho Caye, Feketerigó-zátony, Három Sarok-zátony.

1996 óta a Világörökség része kivételes természeti szépsége okán, az itt zajló jelentős ökológiai és biológiai folyamatok miatt, valamint mert a biológiai diverzitás természetes előfordulási helyén és környezetében történő, megőrzése szempontjából döntő fontosságú élőhely  (VII, IX, és X kritériumok).
A természetvédelem fontossága ellenére a zátony ki van téve az óceáni szennyezés, az ellenőrizetlen idegenforgalom, a hajózás, és a halászat káros hatásainak. A hurrikánok, a globális felmelegedés, és az emiatt fellépő óceáni hőmérsékletemelkedés szintén nagy veszélyek, amelyek korallfehérítést okoznak. Tudósok szerint Belize korallzátonyainak több mint 40%-a pusztult el 1998 óta.
A Belize Korallzátony eddig két nagyobb tömeges fehérítést szenvedett el. Az első 1995-ben történt, amikor a korallkolóniák mintegy 10%-a pusztult el a belizei Coastal Zone Management Institute (Parti Zóna Irányító Intézete) jelentése szerint. 1997-ben és 1998-ban volt a második ilyen esemény, a Mitch hurrikán pusztító tevékenységével egyidőben. A biológusok 48%-kal kevesebb élő korallt találtak a Belize Korallzátonyban a hurrikán távozása után.
Általában nehéz meghatározni, hogy a korallpusztulást emberi tevékenység, természeti hatás (viharok, esetleg klímaváltozás) vagy egyéb okozta. A Belize Korallzátony esetén ezek a tényezők nem érvényesek, mivel a területen sokkal alacsonyabb az emberi népesség száma más korallzátonyokhoz képest, így az ember szennyező tevékenysége és a halászat sokkal kevésbé jellemző itt, ráadásul az ország eléggé elzárt területen fekszik.
A korallpusztulás során a korallok nem halnak el azonnal, azonban a megújulásra nagyon kevés az esélyük, mivel rendkívül fogékonyakká válnak a fertőzésekre. Így a fertőzések sokkal több korallt pusztítanak el, mint maga a fehérítés. Folyamatos korallfehérítést fellépése esetén a zátonynak nem marad esélye a megújulásra.
2009-ben a terület felkerült a veszélyeztetett világörökségi helyszínek listájára, mivel a terület privatizációja, a mangroveerdők tönkretétele és az olajkitermelés aggodalomra adott okot. Miután 2015-ben a kormányzat különböző intézkedéseket vezetett be a terület védelme érdekében (többek között betiltotta az olajkitermelést), és 2016-ban átfogó tervet dolgoztak ki a helyi közösségekkel és a többi érdekelttel a természetvédelmi terület megőrzésére, 2018-ban a Világörökség Bizottság kivette a veszélyeztetett világörökségi helyszínek közül.

## Hol Chan tengeri rezervátum
A Hol Chan tengeri rezervátum az Ambergris Caye és a Caye Caulker közelében található. Mintegy 18 km² területén korallzátonyok, tengeri fű mezők, és mangroveerdők élnek. Neve maja nyelven „kis csatornát” jelent.

### Története
Az 1980-as évek elején a Hol Chan körüli halállomány megcsappant, ugyanakkor a homokpadokra érkező turisták száma nőtt. Sok vitát kavart a zátony természetes megtörése, az úgynevezett Hol Chan szoroshoz vezető útvonal kérdése, mivel ez a hely halban bővelkedik, és a könnyűbúvárok, valamint a mélymerülők között is népszerű. A javasolt halászati tilalmakat elutasították, majd a nyolcvanas évek közepén közmeghallgatásokat kezdtek egy tengeri természetvédelmi terület kialakításáról.  A szoros egyedi formájára, a bőséges halállományra, valamint az itteni egybefüggő korallrendszeren honos tengerifű és mangrove élőhelyekre hivatkozva a védettséget olyan nemzetközi szervezetek is kezdeményezték, mint a New York Zoological Society (New York Állattani Egyesülete) és a Peace Corps (Békehadtest). A terület  1987 júliusában kapott védett státuszt a WWF és az USAID támogatásával, miután a tervezetet jóváhagyta a Halászati Minisztérium és a helyi halászok egyesülete.  A rendelkezéseket 1989 óta tartatják be. 1990-től kezdve kell fizetni az A zónába történő belépéskor. A természetvédelmi területet eredetileg három részre tagolták:
- A zóna: A Belize Korallzátony részét képző zátony külső és belső része. Itt szigorúan tilos a halászat, de díjfizetés ellenében a búvárkodás megengedett.
- B zóna: a zátonyon belüli tengerifű mezők. Engedéllyel rendelkezők folytathatnak itt halászatot vagy sporthorgászatot.
- C zóna: az Ambergris Caye deli területei található mangroveerdők területe. Engedéllyel jöhetnek ide sporthorgászok, azonban a halászat tilos.

1999-ben az ide tartozó Shark Ray Alley (Cápa-rája átjáró) D zónaként került a védett területhez. Ez a terület is részben nyitva áll a fizető merülők, és az engedéllyel rendelkező halászok és horgászok előtt.

### Jellemzői

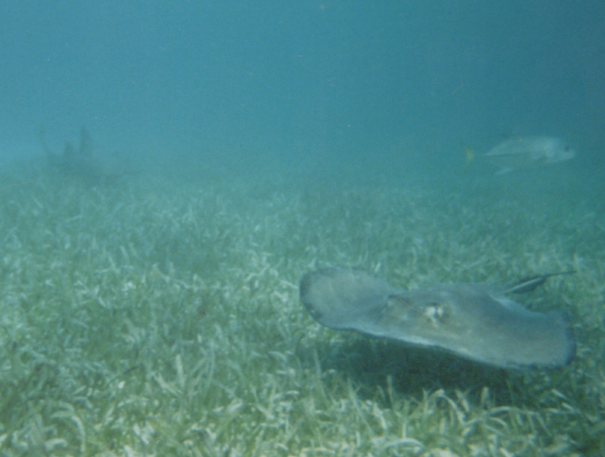
A cápákra és rájákra sok turista kíváncsi

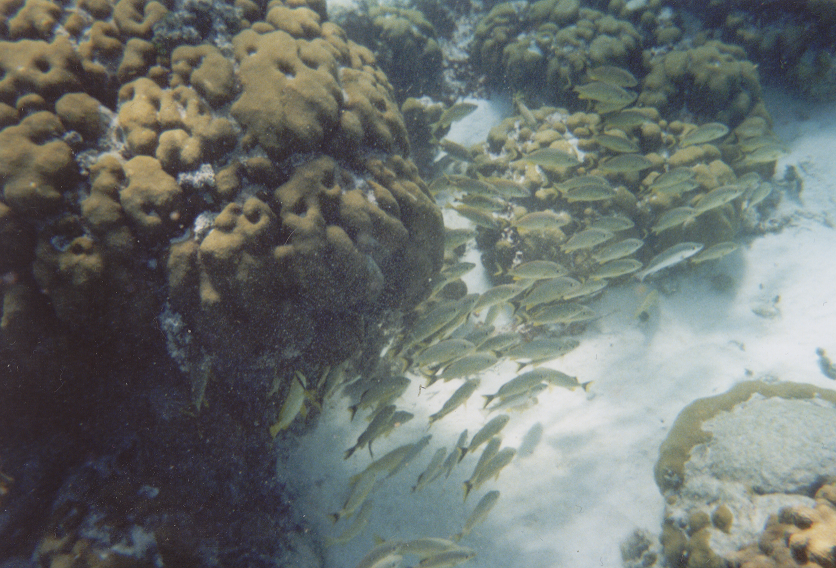
A Hol Chan átjáró sziklás kiszögelléseiben számos halfaj talál menedéket

Az A zóna legnagyobb része a Hol Chan szoros területe, ami egy 23 m széles és 9 m mély természetes nyílás a korallzátonyban. A terület rendkívül gazdag tengeri fajokban.  A szoros körül a tenger akár 1,5 m sekély is lehet. A külső részen a csatorna a Karib-tengerbe torkollik,  belső része pedig elvékonyodik a sekélyesben.
A B zónában terül el a Boca Ciega Blue Hole, egy víznyelő, amely alatt egy nagyobb vízalatti barlang húzódik. Tapasztalatlan búvárok számára veszélyes hely, ezért kevesen látogatják.
A D zóna egy homokos fenekű sekély terület a zátony belsejében, tulajdonképpen jelentéktelen, leszámítva azt a tényt, hogy cápák és ráják gyülekezőhelye. Ezen a helyen tisztították hálóikat a hagyomány szerint a halászok, mielőtt visszatértek a kikötőbe. A tevékenységük közben a vízbe dobott bőséges eleség vonzotta ide a cápákat és rájákat. Turistalátványosságként a csoportkísérők maguk csalják idea az állatokat azzal, hogy etetik őket. A sekély és tiszta víz ideális a természetfigyelő könnyűbúvárok  számára.

### Állatvilága

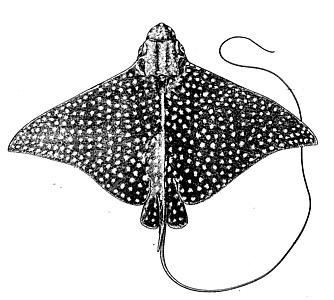
A Hol Chan szoros egyik gyakori rájafaja a pöttyös sasrája

A Hol Chan szoros a zátonyon túl nyitott a tenger felé, így a tengeri lények szabadon ki-be járhatnak. Több mint 160 halfajt figyeltek meg a tengeri rezervátumban, 40 különféle koralltípust, 5 szivacsfajt, kétféle tengeri füvet, 3 tengeri teknős fajt, valamint 3 tengeri emlőst: kétféle delfint és a karibi manátit. A pöttyös sasráják nagyon gyakoriak a csatorna fenekén. Homárok, angolnák és tengeri anemona fajok élnek a sziklás kiszögellések között, a szoros szélein pedig agykorallok, agancskorallok, levélkorallok és ujjkorallok telepei húzódnak. Töviskes makrahal-félék, fűrészfogú sügérek, sugarasúszójú halak és barrakudák szintén gyakoriak itt.
A mangroveerdők számos halfaj ivadékainak nyújtanak menedéket, valamint életteret a kifejlett kékcsíkos dörmögőhalak, francia dörmögőhalak, fehér dörmögőhalak, szürke csattogóhalak, valamint csikóhalak számára. A tengerifű  papagájhalfélék állandó és néhány teknős ideiglenes élőhelye. A karibi manátuszok ritkán látogatnak ide.

### Védelme
A rezervátumot irányító bizottság (Hol Chan Marine Reserve Trust Fund Committee) a fenntartási költségek többségét az A és D zóna látogatóinak belépődíjából fedezi. A WWF 1995 óta nem nyújt anyagi támogatást a rezervátum részére.
A rezervátum [1987]-ben az alábbi célokkal alakult:
- a korallzátony területén élő ökoszisztéma megőrzése
- a halászat megőrzése és rekreációs valamint idegenforgalmi szolgáltatások nyújtása
- oktatási és kutatási lehetőségek felkínálása a park területén
- a genetikai források megőrzése

Bár a halállomány növekedett, a halászat mégis leáldozóban van. A park igazgatóságának más gondokkal is szembe kell néznie: a rezervátumhoz csatlakozó mangrove és egyéb élőhelyek megcsappanásával, ami hatással van a rezervátumra, ám ezt a bizottság nem tudja befolyásolni. Problémát jelent a turisták növekvő száma is, mert bár a belépődíjak anyagi támogatást jelentenek, egyre több szolgáltatásra van igényük a rezervátumon belül, és a közeli városokban (San Pedro és Caye Caulkner) is.

## Ámbra-zátony
Az Ámbra-zátony (Ambergris Caye) a legnagyobb sziget a Karib-tengeren Belize északkeleti partjainál. Bár a Belize kerülethez tartozik hivatalosan, a hozzá legközelebbi pont mégis a Corozal kerület.
A Caye szó a spanyol cayo szóból ered, ami szigetet jelent.  Észak-déli irányban mintegy 40 km hosszú, szélessége pedig körülbelül 1,6 km. Nevét a partjára vetődött ámbrahalmokról kapta.
Ahol nem változtatta meg emberi tevékenység ezt a belizei szigetet, ott a közepén elterülő mangrove mocsarak körül fehérhomokos gyűrűt találunk.
A kontinens felfedezése előtt egy maja törzs élt a szigeten, akik figyelemreméltó vörös kerámiát készítettek, többségében kisméretű gondosan mintázott állatfigurákat.

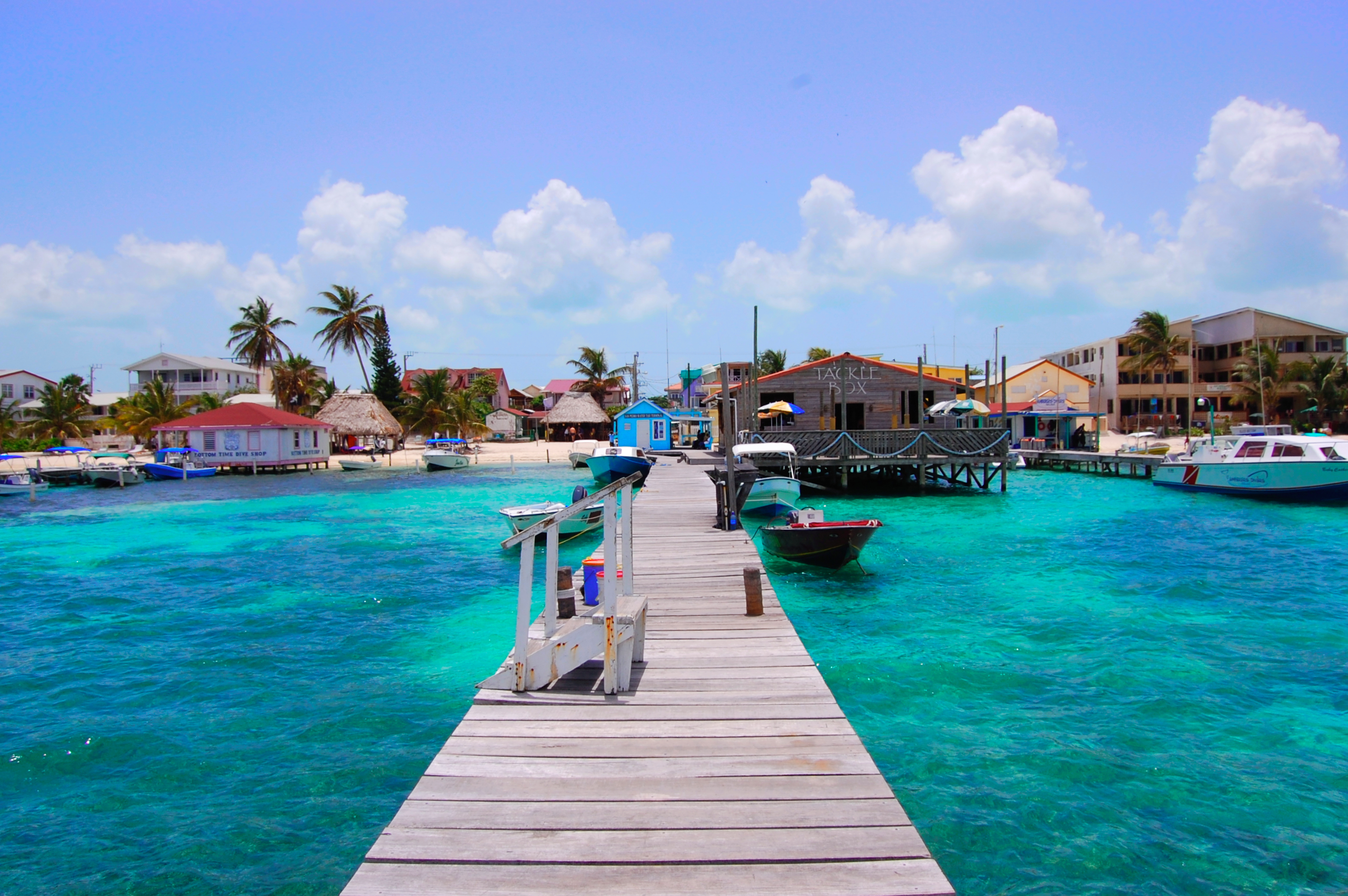
Tengerpart San Pedrónál

San Pedro a legnagyobb település, egyben az egyetlen város az Ámbra-szigeten. Ezen kívül még néhány kisebb falu és nyaralóhely épült itt. Ezek közül a San Pedrótól északra fekvő Captain Morgan és a Mata Chica volt a Fox stúdió Kísértés (Temptation Island) című  valóságshow első helyszíne 2000-ben, amely 2001-ben került képernyőre. Az utóbbi időben a téli ejtőernyőzés lehetősége számos turistát vonzott ide.
Az Ambergis Caye turizmusát az 1970-es évek elején kezdték kiépíteni, majd a 20. század második felében nőtt jelentősen a helyi idegenforgalom.  A legfontosabb vonzerő a Belize Korallzátony és a tengerpartok. A sziget Belize City-ből megközelíthető repülővel, illetve a számos gyorskomp valamelyikével. A sziget kis légitársaságát a Tropic Air és Maya Island Air üzemelteti.
Minden év június 27-én ünneplik San Pedro város napját.
Az Ámbra-zátony közelében fekszik a Blackadore Caye nevű homokpad, ami Leonardo DiCaprio saját szigete.

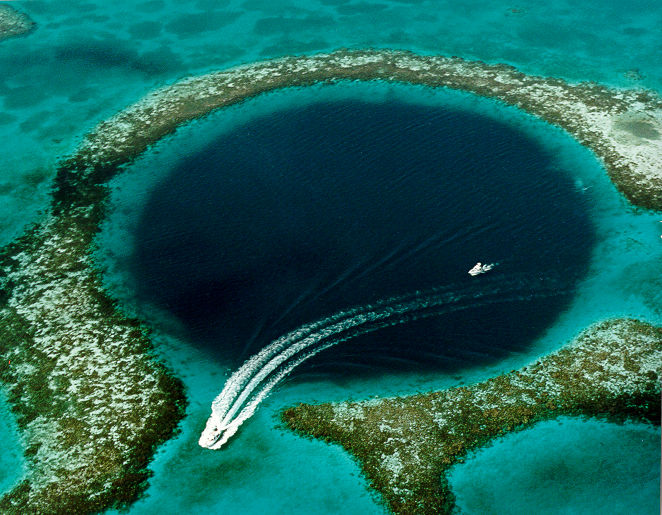
A Nagy Kék Lyuk az Ámbra Zátony közelében

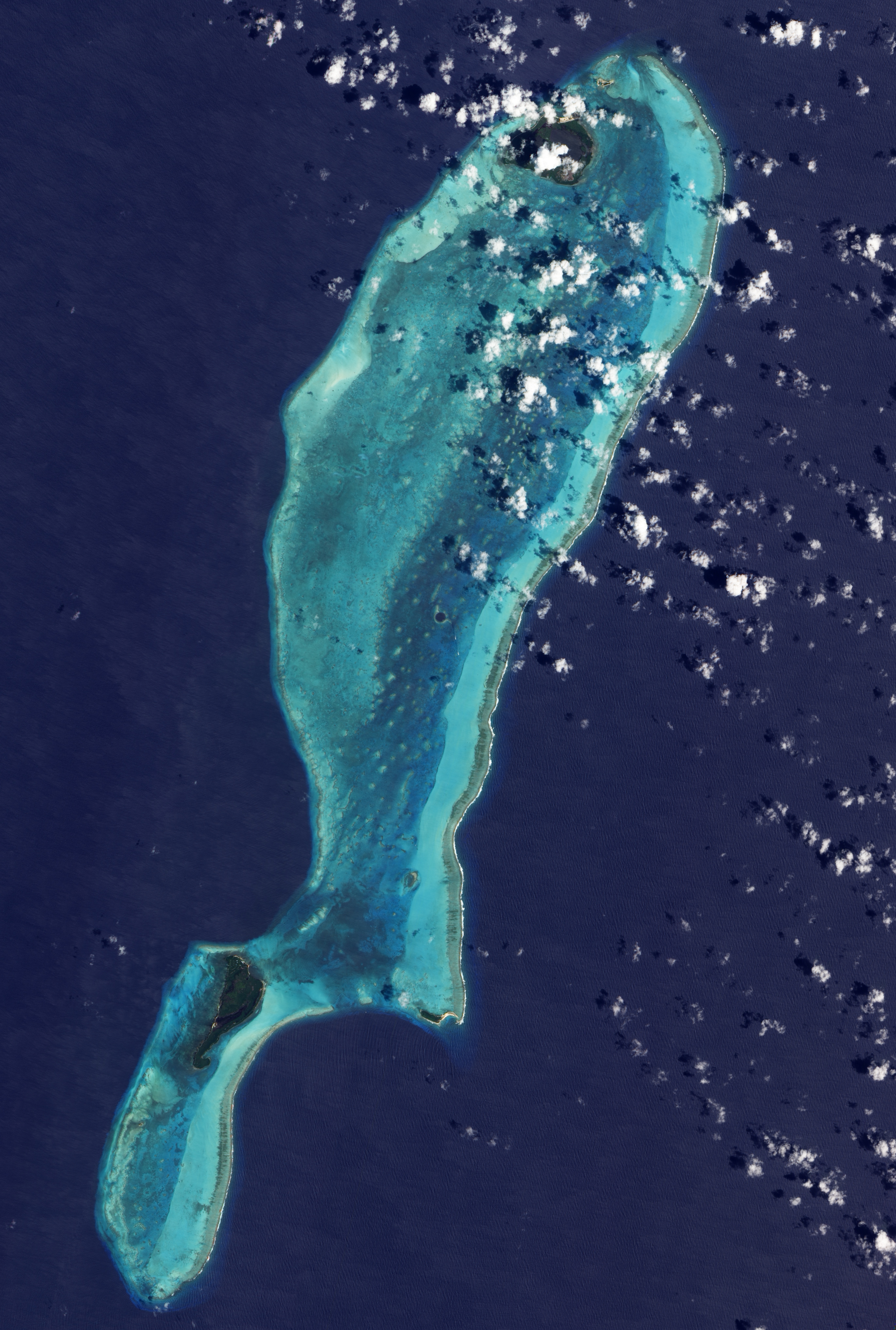
A Nagy Kék Lyuk az űrből nézve

## Nagy Kék Lyuk
A Nagy Kék Lyuk (Great Blue Hole) egy hatalmas víznyelő. A Lighthouse Reef (Világítótorony-zátony) közepén található, amely egy kis, kör alakú atoll Belize City közelében. Mészkő barlangrendszerként alakult ki az utolsó glaciális időszakban, amikor a tengerszint sokkal alacsonyabb volt. Ahogyan az óceán vízszintje emelkedett, a barlangokat víz árasztotta el, és a tetejük beomlott. Saját nemének legnagyobbjaként tartják számon ezt a jelenséget.
A helyet Jacques-Yves Cousteau tette ismertté, aki szerint a Nagy Kék Lyuk a világ tíz legjobb könnyűbúvárhelyeinek egyike.  1971-ben Calypso nevű hajójával ideutazott, hogy a Nagy Kék Lyuk mélységeit kutassa. Vizsgálati eredményei bebizonyították, hogy a lyuk eredetileg tipikusan karszt mészkőalakzat, amely legalább négy lépésben alakult ki a tengerszint megemelkedése előtt, amelyben 21, 49 és 91 méteres mélységekben párkányok formálódtak. Az itt víz alá került barlangokban sztalaktitokat találtak, amelyek szintén csak akkor alakulhattak ki, amikor még a barlang a tengerszint fölött állt. A sztalaktitok némelyike következetesen ugyanabba az irányba 10°-13°-ra eltér a függőlegestől, amely az alattuk húzódó kéreg geológiai elmozdulására utal, mielőtt a jelenlegi szintre került volna a jelenség.
A hobbibúvárok között nagyon népszerű hely, hiszen kristálytiszta vízbe merülhetnek, és sok különféle halfajtát láthatnak, elsősorban cápákat. Általában egynapos merülőtúrákat szerveznek a környékre, amelyből egy merülést a Kék Lyukban, két másikat pedig a közeli zátonyokon töltenek.
Belizében ismeretesek hasonló formátumú barlangok a parton, és a Yucatán-félszigeten, ezeket cenote néven emlegetik.

## Fordítás
- Ez a szócikk részben vagy egészben  a   Belize Barrier Reef című angol Wikipédia-szócikk ezen változatának fordításán alapul.  Az eredeti cikk szerkesztőit annak laptörténete sorolja fel. Ez a jelzés csupán a megfogalmazás eredetét és a szerzői jogokat jelzi, nem szolgál a cikkben szereplő információk forrásmegjelöléseként.
- Ez a szócikk részben vagy egészben  a    Hol Chan Marine Reserve című angol Wikipédia-szócikk ezen változatának fordításán alapul.  Az eredeti cikk szerkesztőit annak laptörténete sorolja fel. Ez a jelzés csupán a megfogalmazás eredetét és a szerzői jogokat jelzi, nem szolgál a cikkben szereplő információk forrásmegjelöléseként.
- Ez a szócikk részben vagy egészben  a    Great Blue Hole  című angol Wikipédia-szócikk ezen változatának fordításán alapul.  Az eredeti cikk szerkesztőit annak laptörténete sorolja fel. Ez a jelzés csupán a megfogalmazás eredetét és a szerzői jogokat jelzi, nem szolgál a cikkben szereplő információk forrásmegjelöléseként.
- Ez a szócikk részben vagy egészben  az    Ambergris Caye  című angol Wikipédia-szócikk ezen változatának fordításán alapul.  Az eredeti cikk szerkesztőit annak laptörténete sorolja fel. Ez a jelzés csupán a megfogalmazás eredetét és a szerzői jogokat jelzi, nem szolgál a cikkben szereplő információk forrásmegjelöléseként.